# Arrecife Cayos Arcas
Arrecife Cayo Arcas är en ögrupp och ett rev i Mexiko. Det ligger 180 kilometer norr om Ciudad del Carmen och tillhör kommunen Calkiní i delstaten Campeche, i den sydöstra delen av Mexiko.
Revet är indelat i tre delar, varav det största Arrecife Cayo Arcas del Centro täcker 3,1 kvadratkilometer. Det västra revet Arrecife Cayo Arcas del Oeste och det östra revet Arrecife Cayo Arcas del Este täcker ungefär 0,4 kvadratkilometer vardera.
Det finns fem öar vid revet, den största, Cayo Arcas del Centro är 0,3 kvadratkilometer ligger vid det största revet. Det finns även små sandöar vid det östra och västra revet samt ytterligare en mycket liten sandö vid det centrala revet.